# Jakob Sporrenberg

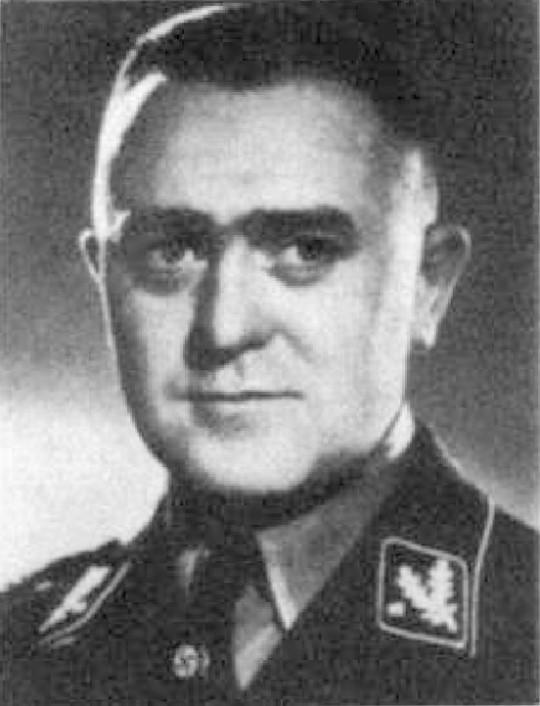
Jakob Sporrenberg

Jakob Sporrenberg (* 16. September 1902 in Düsseldorf; † 6. Dezember 1952 in Warschau) war ein deutscher SS-Gruppenführer und Generalleutnant der Polizei sowie Mitglied des Reichstages, der in Polen als Kriegsverbrecher hingerichtet wurde.

## Leben
Jakob Sporrenberg war der Sohn eines Gärtners und jüngerer Bruder von Paul Sporrenberg. Er besuchte von 1908 bis 1919 die Volksschule und eine Fortbildungsschule in Düsseldorf, von April 1916 bis November 1918 absolvierte er zudem eine Ausbildung zum Mechaniker bei Opel. Von 1919 bis 1921 diente er als Freiwilliger beim Grenzschutz Ost und weiteren Verbänden. Im Frühjahr 1921 kurzzeitig Armaturenschlosser bei Rheinmetall war er von 1921 bis 1929 beim Telegrafenbauamt in Düsseldorf beschäftigt. Anschließend war er arbeitslos.
Sporrenberg war 1920 Teilnehmer am Kapp-Putsch. Er trat 1921 in den Deutschvölkischen Schutz- und Trutzbund ein. Von dort wechselte er 1922 zur NSDAP. Wegen „Geheimbündelei“ wurde er 1923 während der Ruhrbesetzung festgenommen und 1924 durch ein französisches Kriegsgericht zu zwei Jahren Haft und 1.000 Goldmark Geldstrafe verurteilt, jedoch bereits im August 1925 wieder auf freien Fuß gesetzt. Während der Haftzeit trat er dem Schlageter-Gedächtnisbund bei. Nach dem Parteiverbot trat er Ende 1925 der NSDAP erneut bei (Mitgliedsnummer 25.585) und reaktivierte kurz zuvor seine SA-Mitgliedschaft. In Düsseldorf war er am Aufbau der Ortsgruppe der Partei beteiligt, wurde dort Stadtteilleiter und 1929/30 kommissarisch HJ-Gebietsführer. Am 1. Oktober 1930 wechselte er von der SA in die SS (Mitgliedsnummer 3.809) über, bei der er zunächst nebenamtlich und ab November 1932 hauptamtlich als SS-Führer in Düsseldorf tätig wurde.
Von März 1933 bis 1945 gehörte er als Abgeordneter der NSDAP durchgehend dem nationalsozialistischen Reichstag an. Im Reichstag vertrat Sporrenberg zunächst den Wahlkreis 22 (Düsseldorf-Ost), dann ab 1936 den Wahlkreis 13 (Schleswig-Holstein) und schließlich ab 1938 den Wahlkreis 1 (Ostpreußen). Zudem war er 1935/36 preußischer Provinzialrat für die Provinz Schleswig-Holstein.
Von November 1933 bis September 1936 leitete er den SS-Abschnitt XX (Kiel) und zudem die SS-Kaserne in Kiel. Zwischenzeitlich wurde er Ende Januar 1936 zum SS-Brigadeführer befördert. Danach wurde er mit der Führung des SD-Oberabschnitts Nordost (Königsberg) beauftragt und war dort ab September 1938 zudem Inspekteur der Sicherheitspolizei und des SD (IdS) in Königsberg.
Nach Beginn des Zweiten Weltkrieges war Sporrenberg von Anfang Oktober 1939 bis Mitte Juni 1940 Höherer SS- und Polizeiführer (HSSPF) „Rhein“ und wurde Anfang Januar 1940 zum SS-Gruppenführer befördert. Danach war er bis Mai 1941 HSSPF „Nordost“. Von Juli bis August 1941 war Sporrenberg kurzzeitig SSPF Weißruthenien und danach zum Reichskommissar für das Reichskommissariat Ukraine Erich Koch kommandiert. Im Juli 1943 wurde er zum Generalleutnant der Polizei befördert. Als Nachfolger von Odilo Globocnik war er von August 1943 bis November 1944 SSPF im Distrikt Lublin. Dort organisierte er die Aktion Erntefest, bei der über 43.000 Juden ermordet wurden. Von 21. November 1944 bis Mai 1945 war er SSPF Südnorwegen. Sein Vorgesetzter war der HSSPF Nord, SS-Gruppenführer Wilhelm Rediess. Dieser nahm sich am 8. Mai 1945 in Oslo das Leben, nachdem Admiral Karl Dönitz die sofortige Einstellung aller Kampfhandlungen befohlen hatte. Am 11. Mai 1945 wurde Sporrenberg dort gefangen genommen und nach Polen ausgeliefert. Ein polnisches Gericht verurteilte ihn 1950 aufgrund der Planungen und Beteiligung an der Aktion Erntefest zum Tode. Am 6. Dezember 1952 wurde er in Warschau durch den Strang hingerichtet.
Er war verheiratet und Vater dreier Kinder.

## Auszeichnungen
- Medaille zur Erinnerung an den 13. März 1938
- Medaille zur Erinnerung an den 1. Oktober 1938
- Goldenes Parteiabzeichen der NSDAP
- Eisernes Kreuz (1939) II. und I. Klasse
- Kriegsverdienstkreuz (1939) mit Schwertern II. und I. Klasse
- Ehrendegen des Reichsführers SS
- Totenkopfring der SS